# Jacek Chyrosz

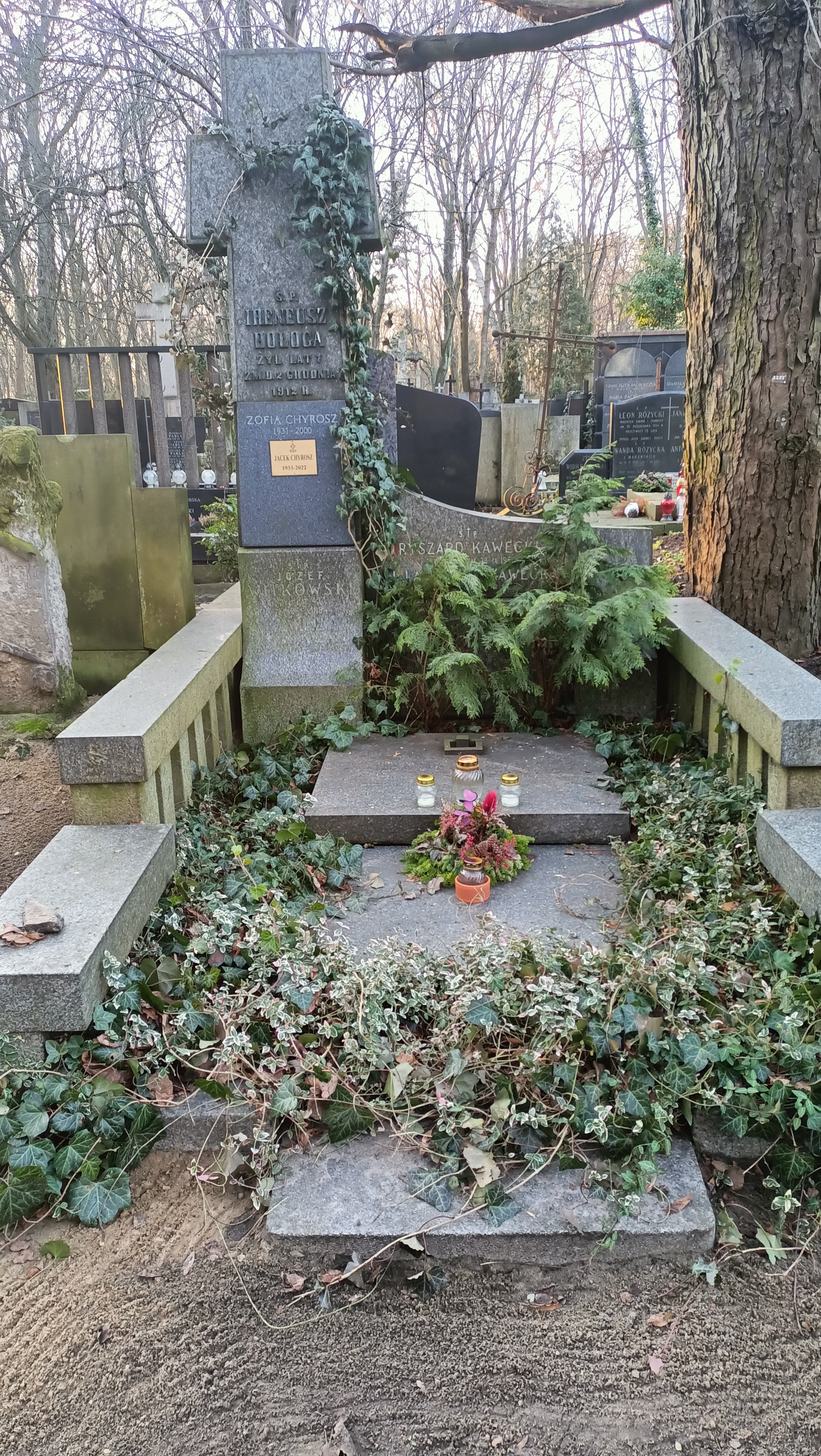
Grób Jacka Chyrosza na Cmentarzu Powązkowskim

Jacek Chyrosz (ur. 24 lutego 1933 w Warszawie, zm. 4 marca 2022) – polski architekt.

## Życiorys
W 1951 ukończył Państwowe Gimnazjum i Liceum im. Stefana Batorego w Warszawie. Absolwent Wydziału Architektury Politechniki Warszawskiej. W latach 1962–1967 pracował w państwowej pracowni Ghanie. Wraz ze Stanisławem Rymaszewskim zaprojektował m.in. pawilon wejściowy na tereny Międzynarodowych Targów Handlowych w Akrze, ukończony w 1967. Projekt ukazany został na wystawie „Eksport architektury i urbanistyki z Polski Ludowej”, zorganizowanej w 2010 w Muzeum Techniki w ramach 2. edycji festiwalu „Warszawa w budowie”.
Od 1995 był architektem w warszawskim biurze Bulanda Mucha Architekci.
Jego ojciec, Wacław Chyrosz, był inżynierem, konstruktorem budowlanym. Matka, Maria, była nauczycielką, ukończyła studia na Wydziale Chemii Politechniki Warszawskiej.